# 14365 Jeanpaul
14365 Jeanpaul este un asteroid din centura principală de asteroizi.

## Descriere
14365 Jeanpaul este un asteroid din centura principală de asteroizi. A fost descoperit pe 8 septembrie 1988 la Tautenburg de Freimut Börngen. Asteroidul prezintă o orbită caracterizată de o semiaxă mare de 2,67 ua, o excentricitate de 0,23 și o înclinație de 5,0° în raport cu ecliptica.